# پیتر هنکس
پیتر هنکس (انگلیسی: Peter Henkes؛ زادهٔ ۲۷ ژوئیهٔ ۱۹۶۲) بازیکن فوتبال اهل آلمان است.